# 6381 Toyama
A 6381 Toyama (ideiglenes jelöléssel 1988 DO1) a Naprendszer kisbolygóövében található aszteroida. Fudzsii Tecuja és Vatanabe Kazuró fedezte fel 1988. február 21-én.